# Futásfalvi Márton Piroska
Futásfalvi Márton Piroska (Nyárádszereda (Maros-Torda vármegye), 1899. január 22. – Budapest,  1996. április 26.) magyar festőművész.

## Életpályája
Elemi iskoláit Marosvásárhelyen kezdte, majd Budapestre költözött a nagyszüleihez. 1916–17-ben a Képzőművészeti Főiskola elsőéves növendéke volt, mestere Deák-Ébner Lajos volt. Negyedéves korától Csók István tanítványa volt 1924-ig. 1922 és 1924 között a pécsi művésztelepen dolgozott nyaranként. 1923-ban kötött házasságot Nagy Nándor grafikussal. 1925 nyarán a nagybányai szabad iskolában dolgozott. 1928-ban Németországban, majd Erdélyben több alkalommal is tanulmányutakat tett.

## Díjai, elismerései
- 1946-ban elnyerte a Magyar Képzőművésznők Egyesületének I. díját.

## Egyéni kiállításai
- Emlékkiállítás Budapesten az Ernst Múzeumban (2002. május 9.- június 5.)

## Társasági tagságai
- 1926–27-ben tagja volt a Független Művészek Társaságának.
- 1928-tól tagja a volt Magyar Képzőművésznők Egyesületének.
- 1931-től alapító tagja volt a Képzőművésznők Új Csoportjának.
- 1934-től tagja volta Magyar Képírók Egyesületének.
- 1958-tól tagja volt a Magyar Népköztársaság Képzőművészeti Alapjának.
- 1992-tő1 tagja volt a Magyar Alkotóművészek Országos Egyesületének.